# Hahmajärvi (sjö i Birkaland)
Hahmajärvi är en sjö i Finland. Den ligger i Sastamala stad i landskapet Birkaland, i den sydvästra delen av landet, 180 km nordväst om huvudstaden Helsingfors. Hahmajärvi ligger 76,5 meter över havet. Arean är 68,3 hektar och strandlinjen är 3,87 kilometer lång. Sjön  ingår i Kumo älvs huvudavrinningsområde.   I omgivningarna runt Hahmajärvi växer i huvudsak blandskog.